# علیرضا جعفرزاده
علیرضا جعفرزاده (زادهٔ ۱ ژانویهٔ ۱۹۵۷) یک مفسر رسانه‌ای در موضوع خاورمیانه و یکی از چهره‌های فعال مخالف حکومت ایران است. او بیشتر به‌خاطر افشای وجود تأسیسات هسته‌ای مخفی در ایران در سال ۲۰۰۲ شناخته شده‌است. جعفرزاده در زمان افشاگری، به‌عنوان رابط ارشد کنگره و سخنگوی عمومی دفتر نمایندگی شورای ملی مقاومت ایران در ایالات متحده آمریکا وارد عمل شد. او اکنون رئیس شرکت هم‌فکری سیاست راهبردی و نیز تحلیلگر روابط بین‌الملل در شبکهٔ فاکس نیوز است.
جعفرزاده همچنین نویسندهٔ یک کتاب ۳۰۴ صفحه‌ای (تهدید ایران: رئیس‌جمهور احمدی‌نژاد و بحران اتمی پیش رو) در مورد محمود احمدی‌نژاد، رئیس‌جمهور سابق ایران، و علاقه‌اش به توسعهٔ جنگ‌افزارهای هسته‌ای است. علاوه بر این، او نمایندهٔ سازمان مجاهدین خلق ایران در ایالات متحدهٔ آمریکا نیز هست.

## اوایل زندگی
جعفرزاده در مشهد متولد شد و تحصیلات دبیرستان خود را در همین شهر به پایان رساند. او سپس تحصیلات دانشگاهی خود در رشتهٔ مهندسی متالورژی را در دانشگاه صنعتی آریامهر (دانشگاه صنعتی شریف کنونی) آغاز کرد و پیش از انقلاب ایران در سال ۱۳۵۷ به ایالات متحده آمریکا نقل مکان کرد. او در آمریکا به تحصیل در زمینهٔ مهندسی عمران مشغول شد و مدرک کارشناسی خود را از دانشگاه میشیگان در ان آربر، میشیگان، و مدرک کارشناسی ارشد خود را از دانشگاه تگزاس در آستین دریافت کرد.

## کار و حرفه
جعفرزاده ستون‌هایی را در مطبوعات منتشر کرده و بارها در مصاحبه‌های تلویزیونی، هم در رسانه‌های محافظه‌کار و هم در رسانه‌های لیبرال حضور یافته‌است. او به‌طور منظم ستونی را در هافینگتون پست در اختیار دارد و بارها در وبگاه FoxNews.com نیز مطالبی منتشر کرده‌است. او در ۱۴ اوت ۲۰۰۲ به‌واسطهٔ برملا کردن این موضوع که ایران دارای تأسیسات هسته‌ای مخفی در نطنز و تأسیسات آب سنگین در اراک است، توجه بسیاری را به خود جلب کرد. این افشاگری‌ها به بازرسی‌هایی از این مجموعه‌ها از سوی آژانس بین‌المللی انرژی اتمی منجر شد. آژانس پس از اولین بازرسی در گزارشی دربارهٔ فعالیت هسته‌ای ایران اعلام کرد که آثاری از اورانیوم، با مقیاسی بزرگ‌تر از آنچه برای یک برنامهٔ هسته‌ای غیرنظامی نیاز است در تجهیزات هسته‌ای ایران یافت شده. اگرچه ایران مدعی شد که این اورانیوم ریشه در تجهیزاتی دارد که از پاکستان به ایران صادر شده‌است. افشاگری‌های جعفرزاده در نهایت در ۲۳ دسامبر ۲۰۰۶ به وضع تحریم‌هایی از سوی شورای امنیت سازمان ملل متحد برای ایران، به‌دلیل برنامهٔ هسته‌ای این کشور انجامید.
جعفرزاده در ۱۵ مهٔ ۲۰۰۳ به‌عنوان سخنگوی شورای ملی مقاومت ایران مدعی شد که ایران در حال اجرای برنامه‌هایی برای ساخت سلاح‌های بیولوژیکی و میکروبی بوده‌است. جرج دابلیو بوش، رئیس‌جمهور ایالات متحده در ۱۶ مارس ۲۰۰۵ گفت که برنامهٔ هسته‌ای ایران کشف شده‌است، «چون یک گروه مخالف آن را به جهانیان نشان داد.» بعداً در همان روز مشاوران کاخ سفید تصدیق کردند که گروه مخالف مورد اشارهٔ رئیس‌جمهور، همان شورای ملی مقاومت ایران بوده‌است. جعفرزاده در ۵ ژانویهٔ ۲۰۰۷ مدعی شد که حکومت ایران با انتقال آسان پول و تسلیحات از طریق مرز عراق، به‌وضوح تلاش‌های خود برای دامن‌زدن به خشونت‌های فرقه‌ای در عراق را افزایش داده‌است.
او در ۹ سپتامبر ۲۰۱۰ افشاگری قابل توجه دیگری در مورد تأسیسات زیرزمینی مخفی غنی‌سازی اورانیوم در دست ساخت در بهجت‌آباد در نزدیکی تهران انجام داد که تصاویر ماهواره‌ای در کنار جزئیات برنامهٔ ساخت این تأسیسات توجه زیادی را در سطح بین‌المللی به خود جلب کرد.
جعفرزاده در آوریل ۲۰۱۱ در یک کنفرانس خبری در واشینگتن، دی.سی. از یک سایت هسته‌ای دیگر که با نام «طبا» شناخته می‌شد و ایران در آن به ساخت مخفیانهٔ قطعات سانتریفیوژ مشغول بوده‌است، پرده‌برداری کرد. ایران دو روز بعد از این افشاگری وجود این تأسیسات را تأیید کرد.
جعفرزاده در یک مصاحبهٔ اختصاصی با آسوشیتد پرس در واشینگتن، دی.سی. در ژوئیهٔ ۲۰۱۱ برای نخستین بار سازماندهی مجدد برنامهٔ هسته‌ای ایران و شکل‌گیری یک سازمان جدید تحت ادارهٔ وزارت دفاع را افشا کرد. این سازمان جدید، که با نام «سپند» (سازمان پژوهش‌های نوین دفاعی) شناخته می‌شود، تحت سرپرستی محسن فخری‌زاده مهابادی، برترین دانشمند هسته‌ای ایران، بر تمام کارهای تسلیحاتی اتمی ایران نظارت دارد. این اطلاعات توسط شبکه‌ای از گروه مخالفان وابسته به سازمان مجاهدین خلق در داخل ایران جمع‌آوری شده‌بود. اطلاعات ارائه‌شده از سوی جعفرزاده بعداً در گزارش نوامبر ۲۰۱۱ آژانس بین‌المللی انرژی اتمی بازتاب یافت.
جعفرزاده در آوریل ۲۰۱۲ در مقاله‌ای در بالتیمور سان جزئیات بیشتری را دربارهٔ تشکیل یک سازمان جدید تحت نظارت سپاه پاسداران انقلاب اسلامی، جهت تمرکز تمامی فعالیت‌های برنامهٔ هسته‌ای برای افزایش سرعت پیشرفت فرایند ساخت بمب هسته‌ای فاش کرد.
او در نوامبر ۲۰۱۴ در یک کنفرانس خبری در دفتر شورای ملی مقاومت ایران در واشینگتن فاش کرد که برخلاف باورهای پیشین مبنی بر این که ایران تنها یک اتاق انفجاری دارد، این کشور در واقع ۲ اتاق انفجاری ساخته‌است. او همچنین افشا کرد که سعید برجی شخص کلیدی مسئول طراحی و نصب اتاق‌های انفجاری در مجموعهٔ نظامی پارچین در جنوب شرق تهران است و ویاچسلاو دانیلنکو، متخصص اکراینی به‌طور مستقیم در طراحی و نصب اتاق‌های انفجاری دخیل بوده‌است. علاوه بر این، جعفرزاده گفت که پسرخواندهٔ دانیلنکو در زمان حضورش در ایران، عضوی از این پروژه بوده و همچنین تهران برای پنهان کردن فعالیت‌های تسلیحاتی اتمی خود از پوشش‌های مختلی استفاده کرده و سازمان اصلی (سپند) که تحت مدیریت محسن فخری‌زاده با هدف در دست گرفتن تمامی فعالیت‌های مرتبط با سلاح‌های هسته‌ای در سال ۲۰۱۱ توسط وزارت دفاع تشکیل شده‌است، در واقع در حال ادارهٔ تمامی پروژه‌هایی از این دست در پارچین است. این اطلاعات جدید نشان داد که ایران از پیش از سال ۲۰۰۶ به‌طور فعالانه در صدد دستیابی به سلاح هسته‌ای بوده، به‌دنبال تجربیات و شرکت‌های خارجی بوده و برای پنهان‌سازی برنامهٔ تسلیحاتی هسته‌ای خود، دائماً پوشش خود را تغییر داده‌است.
جعفرزاده در یک کنفرانس خبری رده‌بالا در ساختمان ملی مطبوعات در فوریهٔ ۲۰۱۵ افشا کرد که ایران یک سایت مخفی در یک مجموعهٔ نظامی در تهران دارد که با نام لویزان ۳ شناخته می‌شود و ایران در آن مشغول کار بر روی تحقیقات و توسعهٔ سانتریفوژهای پیشرفته، از مدل آی‌آر-۲ام بوده و بر خلاف توافق هسته‌ای ژنو، به‌طور مخفیانه اقدام به غنی‌سازی اورانیوم کرده‌است. یکی از اعضای کنگره از جان کری، وزیر امور خارجهٔ آمریکا دربارهٔ مجموعهٔ لویزان ۳ سؤال کرد و کری به او اطمینان داد که این موضوع را دنبال خواهد کرد.